# Hansruedi Köng
Hansruedi Köng (* 1966) ist ein Schweizer Manager.
Er war u. a. zwölf Jahre CEO der Postfinance.

## Biografie
Köng studierte an der Universität Bern Betriebs- und Volkswirtschaftslehre.
2003 wurde er Leiter Treasury und Mitglied der Geschäftsleitung bei der Postfinance. Von 2007 bis 2011 war er CFO und von Anfang 2012 bis Februar 2024 CEO der Postfinance. Seit 26. April amtet er als Präsident des Verwaltungsrates der Neue Bank AG in Vaduz. Per 1. Oktober 2025 wählte ihn der Gemeinderat der Stadt Bern in den Vorstand von Energie Wasser Bern (EWB). Vorerst als Vizepräsident, soll er 2026 Präsident werden.
Er wohnt in Zollikofen.